# Cathédrale Saint-Pierre de Saint-Flour
Pour les articles homonymes, voir Cathédrale Saint-Pierre.
La cathédrale Saint-Pierre de Saint-Flour est l'une des quatre cathédrales d'Auvergne. Elle est située au cœur de la ville de Saint-Flour (Cantal), sur la place d'Armes bordée d'arcades et vers laquelle convergent de nombreuses rues anciennes. De style gothique, elle fut achevée à la fin du XVe siècle, à l'emplacement d'une basilique romane, mais fut sévèrement endommagée sous la Révolution. Comme pour d'autres édifices religieux de la région, parmi lesquels la cathédrale de Clermont-Ferrand, le matériau utilisé est la pierre volcanique — la lave noire de Liozargues — qui lui confère une couleur sombre caractéristique.
Depuis le 12 septembre 2021 le siège épiscopal est tenu par Didier Noblot.

## Histoire
Un premier sanctuaire est construit pour abriter les restes de Florus, évêque à l'historicité douteuse et premier apôtre légendaire de la haute-Auvergne. Cette cella est attestée par une bulle du pape Grégoire V à la fin du Xe siècle.
Au XIe siècle, Odilon de Mercœur, abbé de Cluny fonde le prieuré de Saint-Flour et, vers 1025, construit sur le roc une basilique romane que le pape Urbain II consacre en 1095 sous le triple nom de Saint-Sauveur, Saint-Pierre et Saint-Flour. Au XIVe siècle, le pape Jean XXII démembre le diocèse de Clermont-Ferrand trop étendu : par sa bulle du 9 juillet 1317, il érige la ville en civitas, tandis que l'église devient cathédrale et le prieuré clunisien chapitre diocésain.
Après l'écroulement partiel du côté nord de l'édifice en 1396, l'évêque Hugues de Manhac confie deux ans plus tard sa reconstruction à Hugues Jolie, malgré une conjoncture difficile (guerre de Cent Ans, peste). Une nouvelle cathédrale, de style gothique flamboyant, dotée de trois nefs et de quatre tours (deux sur la façade occidentale, une sur chaque façade latérale), est consacrée par l'évêque Antoine de Montgon en 1466. Le pape Sixte IV sécularise le monastère en 1476, ce qui contribue à la prospérité et à l'agrandissement de Saint-Flour.
Pendant la Révolution en 1793, l'édifice est saccagé et transformé en temple du culte de l'Être suprême. La cathédrale est rendue au culte en 1802. Entre 1846 et 1856, d'importants travaux de restauration sont entrepris sous l'impulsion de Frédéric de Marguerye, évêque de Saint-Flour et de Pierre Dessauret, directeur de l'administration des cultes. Les deux tours latérales sont démolies entre 1862 et 1866.
La cathédrale est classée monument historique le 30 octobre 1906.
En 1966, les cérémonies du cinquième centenaire de la cathédrale réunissent notamment Maurice Pourchet, le nonce apostolique en France, Georges Pompidou, alors Premier ministre, et Marius Maziers, évêque de Bordeaux.
En 2010, Bruno Grua, évêque émérite de Saint-Flour, fait appel à Goudji, sculpteur et orfèvre français, pour créer le nouveau mobilier liturgique : le maître-autel, l'ambon, la cathèdre, les sièges des concélébrants, la croix processionnelle, les chandeliers d'autel, l'encensoir et la navette.
Le 10 juin 2021, les pompiers de Saint-Flour se sont entraînés  pour protéger la cathédrale en cas d'incendie,,.

## L'extérieur
Malgré ses deux tours massives et sa façade ouest imposante, l'édifice n'est pas grand : 
- longueur totale : 65 m ;
- largeur totale : 24,60 m ;
- longueur du vaisseau principal : 44 m ;
- hauteur de la nef centrale : 16,50 m ;
- hauteur des tours : 35 m [10].

À l'instar des cathédrales de Blois et de Bourges, cet édifice ne possède pas de transept.
Le parvis se trouve à une altitude de 892 m, pour cette cathédrale la plus haute d’Europe.
La couleur de la pierre basaltique et le caractère massif des deux tours carrées percées de quelques fenêtres à meneaux donnent à la cathédrale une allure de château fort et à la façade symétrique une certaine austérité, en contraste avec les richesses de son patrimoine intérieur.

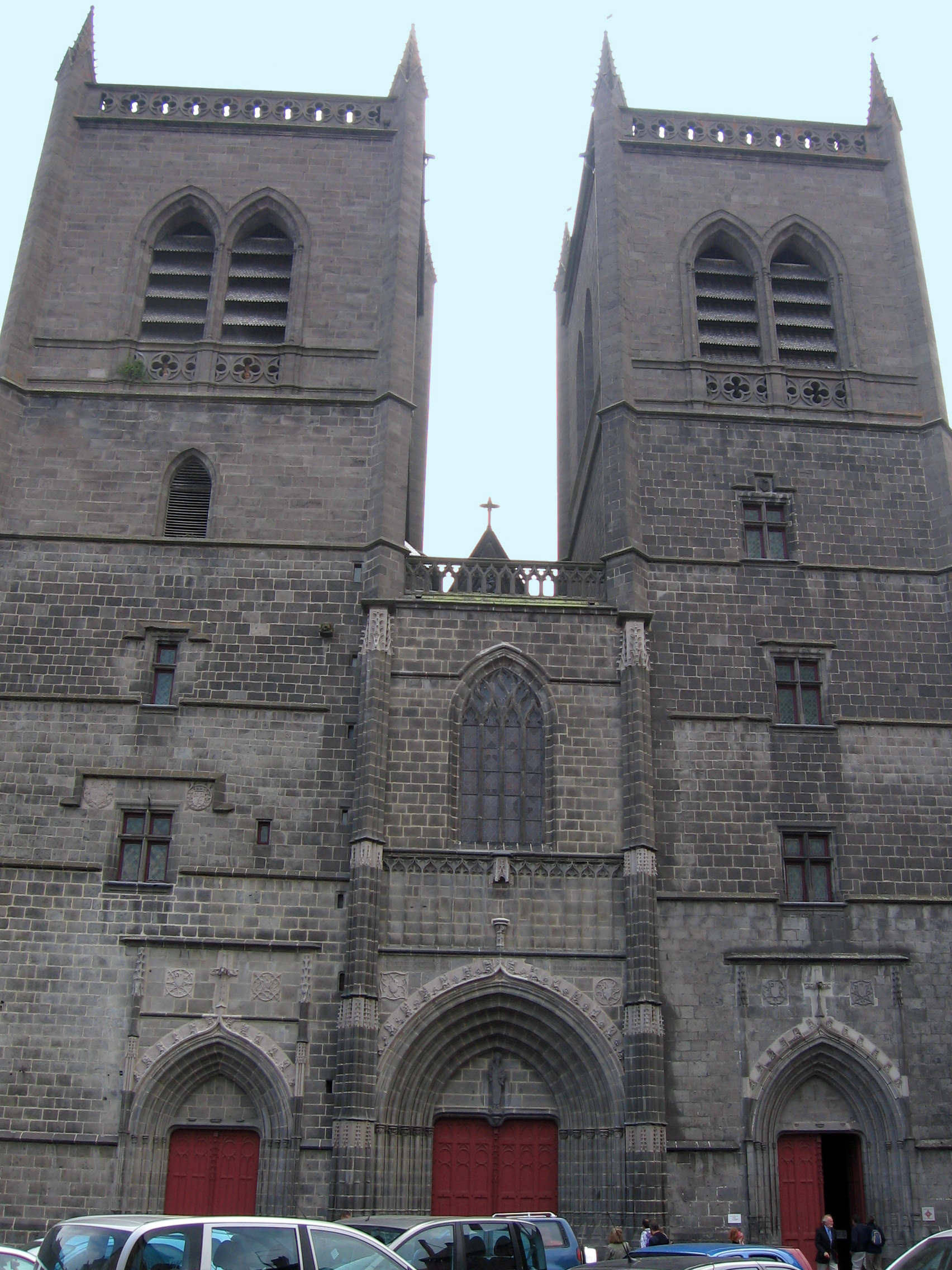
La façade.

Au milieu du XIXe siècle, le docteur Paul Belouino la décrit sans concession : 

« La façade, construite à la fin de la dernière époque ogivale, n'offre pas la richesse quelquefois minutieuse des détails que l'on aimait alors à prodiguer dans les provinces où la qualité des matériaux servait l'habileté des ouvriers. Les portes elles-mêmes n'ont presque aucune décoration. De petites fenêtres donnent à la façade presque l'apparence d'une construction civile, et sans les énormes tours qui l'епсаdrent, on pourrait méconnaître une église. Beaucoup trop larges pour leur hauteur, ces tours n'appartiennent a aucun style d'architecture ; le dernier étage paraît moderne. »

Il justifie ainsi cette sobriété : « La simplicité des formes, qui semble constituer le signe distinctif de toutes les parties de la cathédrale de Saint-Flour, est une simplicité noble et pleine de majesté, qui sied bien à la gravité d'un temple. »

Sur le portail, une inscription fixe la date de la construction de la façade et probablement aussi de l'église entière : 

« Cette esglise fust desdiée par le révérend père Mgr Antoine de Montgon, évêque de Saint-Flour, à l'honneur de Dieu, de saint Pierre, apôtre, et de saint Flour, confesseur. L'an du Seigneur 1466, cette esglise fust construite par Pierre et Antoine de Montgon, frères et évesques de Saint-Flour. Que leurs asmes reposent en paix. »

Située sur les anciens remparts, la terrasse des Roches qui se trouve derrière le chevet de la cathédrale offre un large panorama sur la ville basse, l'Ander — un affluent de la Truyère — et les monts de la Margeride.

## L'intérieur
Les lignes verticales dominent dans cette construction dotée de cinq nefs étroites tendues vers la lumière.

### Le Christ noir
À l'entrée du chœur, contre le pilier gauche, se dresse un grand Christ noir en bois de noyer peint, unique en Europe et qui date, d'après une étude menée en 2019, du XIe ou du XIIIe siècle,. On le désigne sous le nom de « Beau Dieu noir », mais l'origine de cette appellation reste incertaine. D'autres représentations idéalisées du Christ sont désignées ainsi, par exemple à la cathédrale Notre-Dame d'Amiens, à celle de Reims, ou encore à l'église Saint-Nicolas de Nonette. Quant à la couleur, on a pu y voir une analogie avec les Vierges noires du Moyen Âge occidental.
Mais selon les résultats de l'étude précitée : « À l'origine le Christ était polychrome, montrant des chairs claires, colorées en rose orangé. Le périzonium (linge ceignant les reins du Christ) à fond bleu était parsemé de petites fleurs bicolores et les fragments métalliques trouvés dans ses plis indiquent aussi qu'il fut recouvert ultérieurement de fines lames argentées. Des traces de brûlure, relevées à l'arrière et au côté gauche de la sculpture, pourraient dater de la Révolution. Elles expliqueraient en partie le premier noircissement, probablement opéré au xixe siècle : moyen de cacher les dommages, d'uniformiser l'œuvre, tout en renforçant son impact sur les fidèles. »

### Les chapelles
Des vitraux du peintre-verrier clermontois Émile Thibaud ornent la chapelle Saint-Pierre et la chapelle Saint-Jean-Baptiste. Dans cette dernière, l'autel est surmonté d'une pietà en calcaire polychrome du XVe siècle. La chapelle du Tombeau abrite une châsse en bronze doré, due à l'orfèvre parisien Poussielgue, qui contient les reliques de saint Flour (1897), mais également un Christ au tombeau (1842) de Fauginet, Saint Vincent de Paul instruisant les filles de la Charité, un tableau du XVIIIe siècle, ainsi qu'une statue en marbre d'Alexandre Oliva représentant Pierre-Antoine-Marie Lamouroux de Pompignac, évêque de Saint-Flour de 1857 à 1877.

### Le chœur

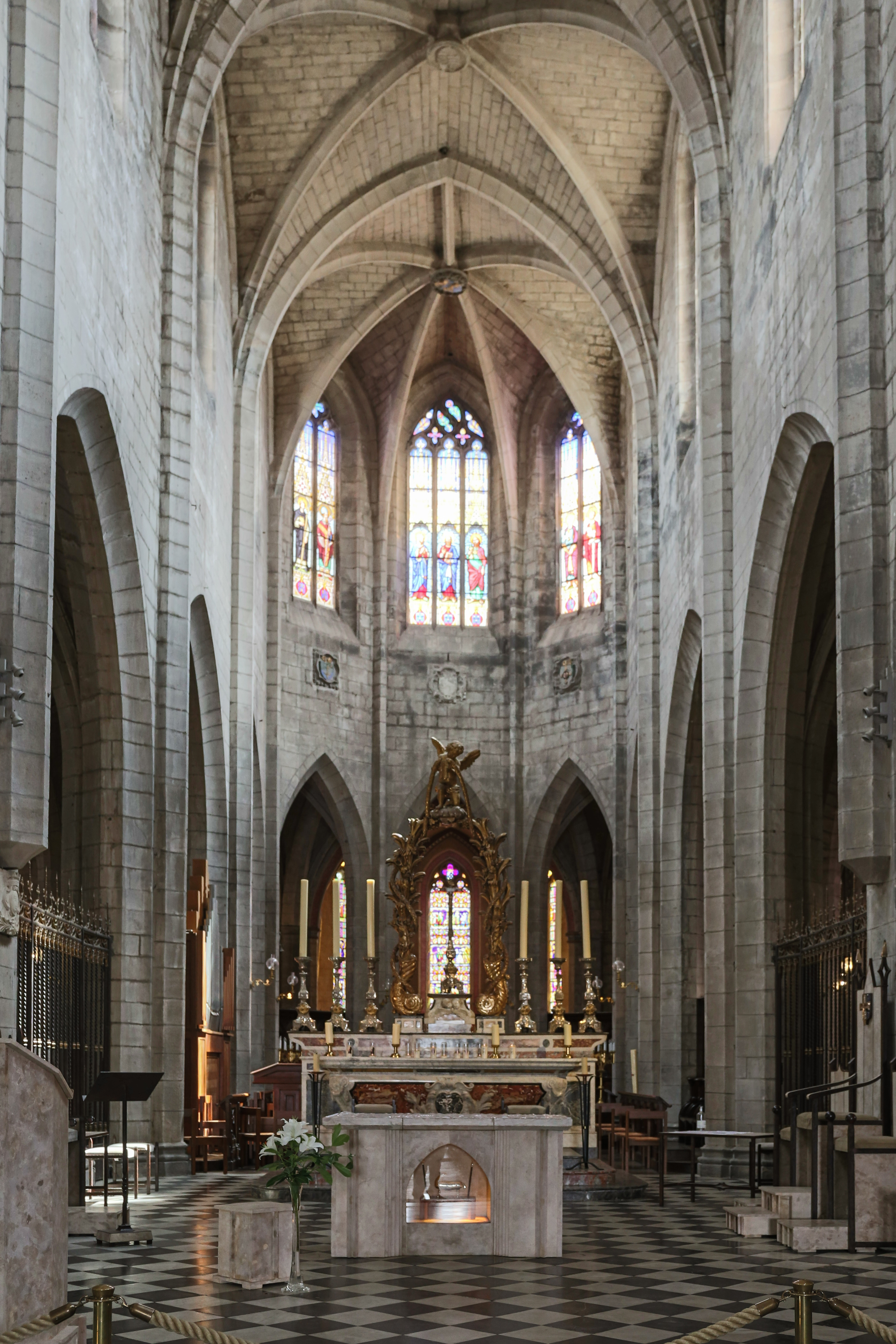
Chœur et maître-autel.

On y remarque en particulier un maître-autel en marbre polychrome, surmonté d'un ciborium en bois doré, ainsi qu'un lutrin, tous deux du XVIIIe siècle. C'est l'ancienne crédence, soutenue par des consoles à tête d'homme et d'aigle, qui fait office d'autel face aux fidèles. Les stalles du chapitre, remises en place en 1852, se trouvent dans l'arrière-chœur, surplombées par les vitraux (1851) d'Étienne Thevenot qui représentent les deux fondateurs de la ville, saint Flour et saint Odilon.

### La chaire
C'est un ébéniste local, Jean Peuch, qui l'a sculptée en 1868.

### Les fresques
À proximité de l'entrée, sous la tribune d'orgues, une peinture murale datant du XVe siècle n'a pourtant été découverte qu'en 1851, car elle était recouverte d'un badigeon. La fresque représente le purgatoire à gauche — un prêtre célébrant la messe pour la délivrance des âmes — et l'enfer à droite. Dans la tour nord, se trouve une peinture murale décrivant une joute chevaleresque.

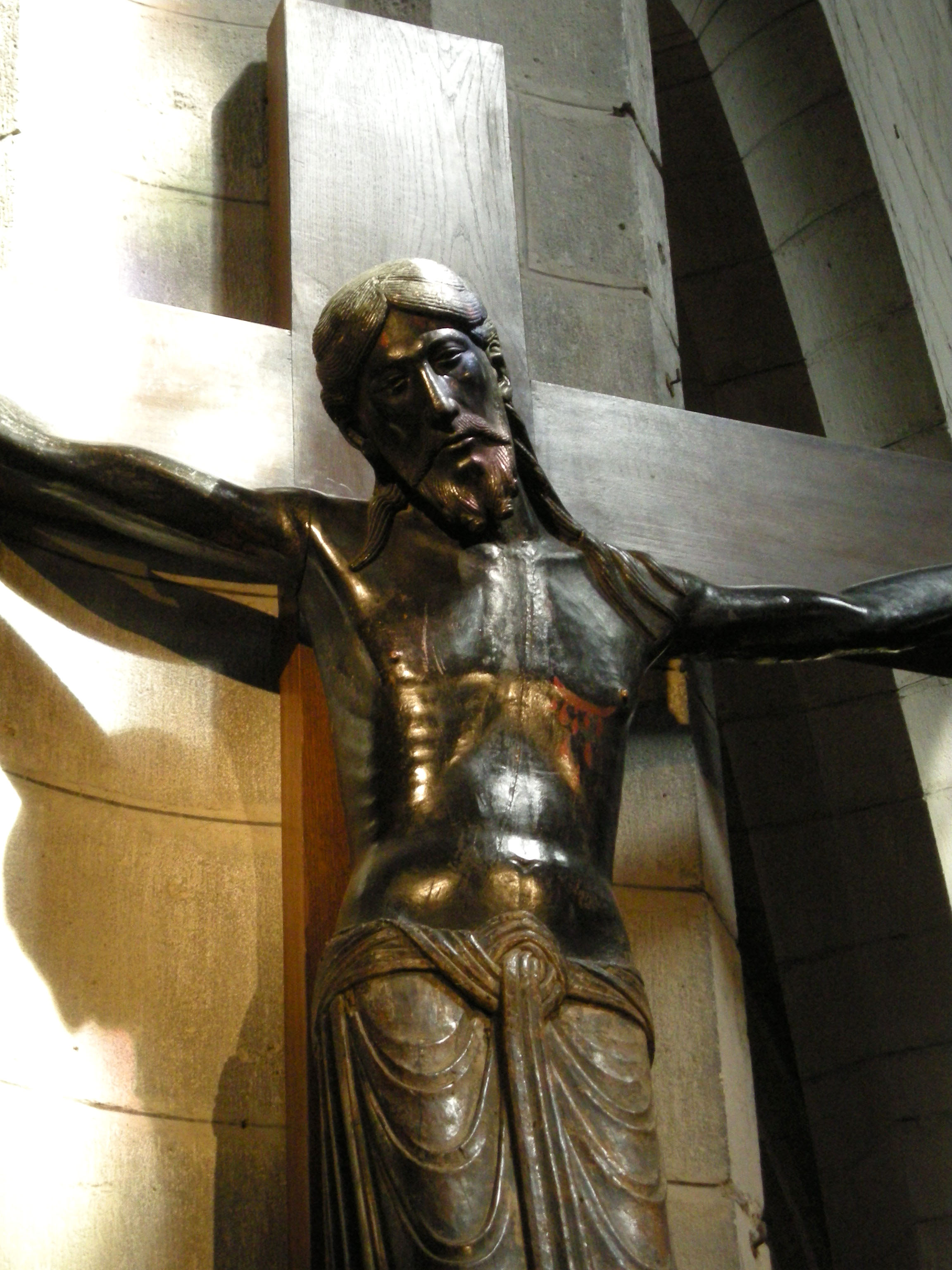
Le « Beau Dieu noir ».
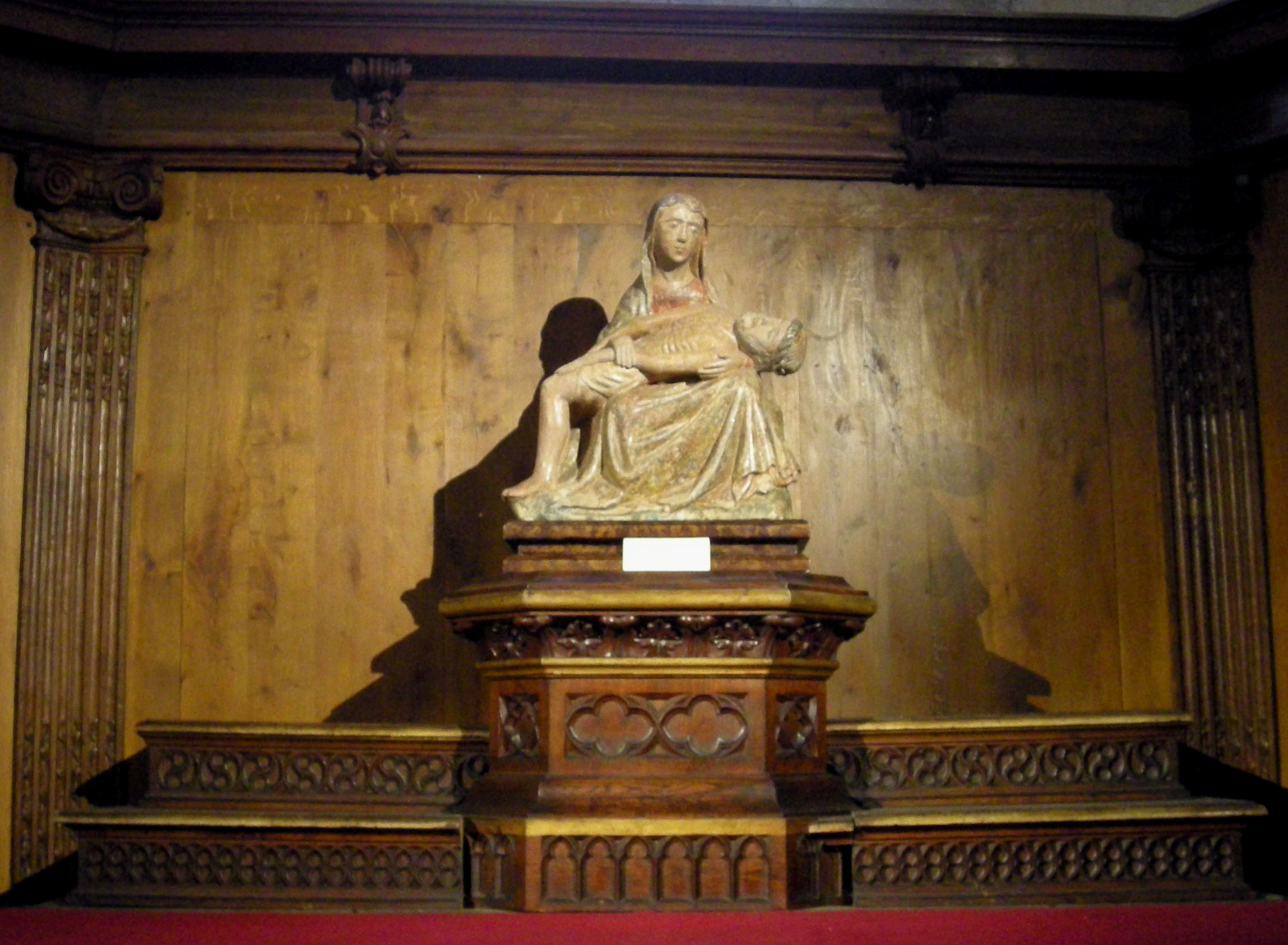
La pietà.
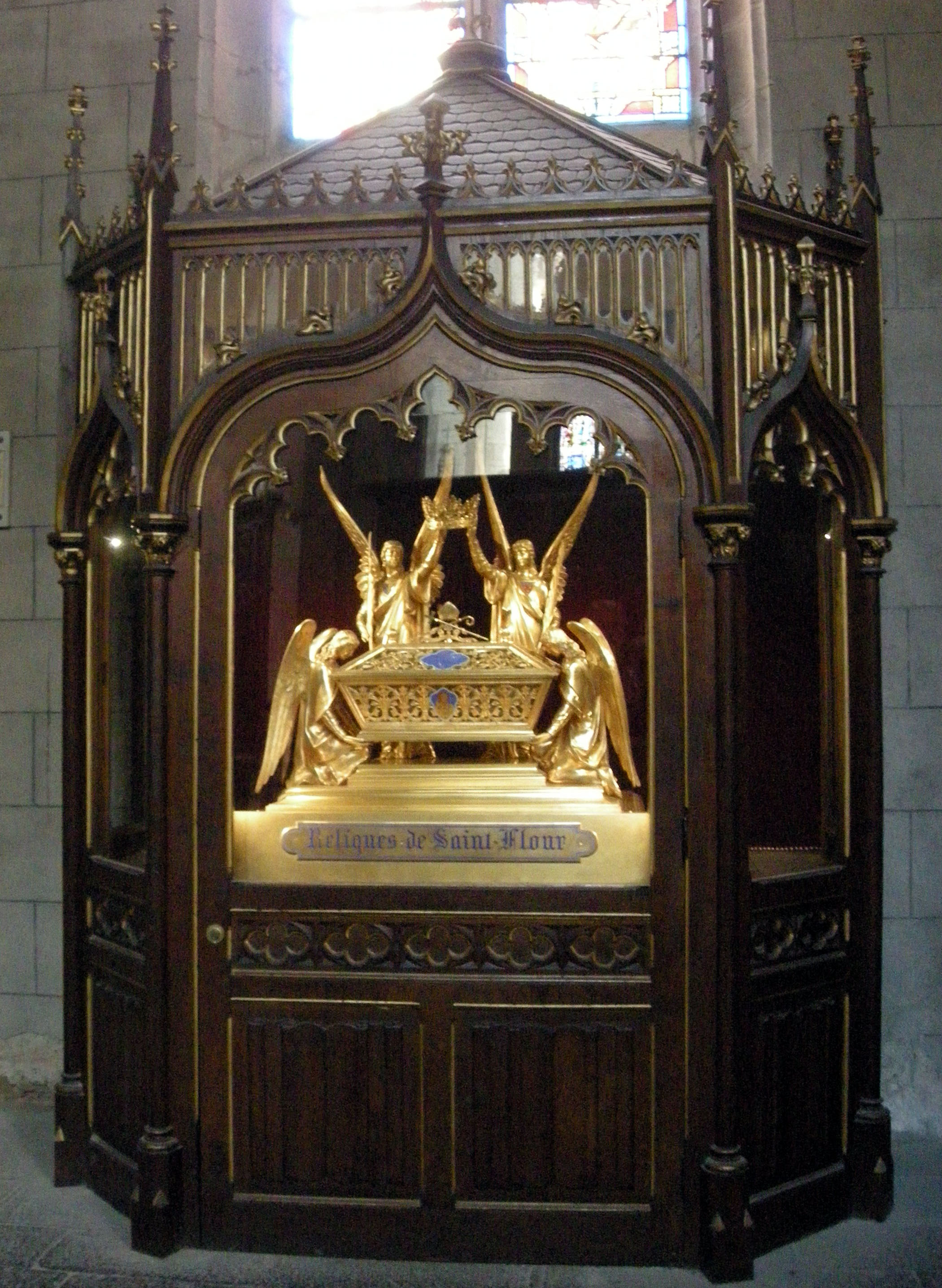
Reliques de saint Flour.
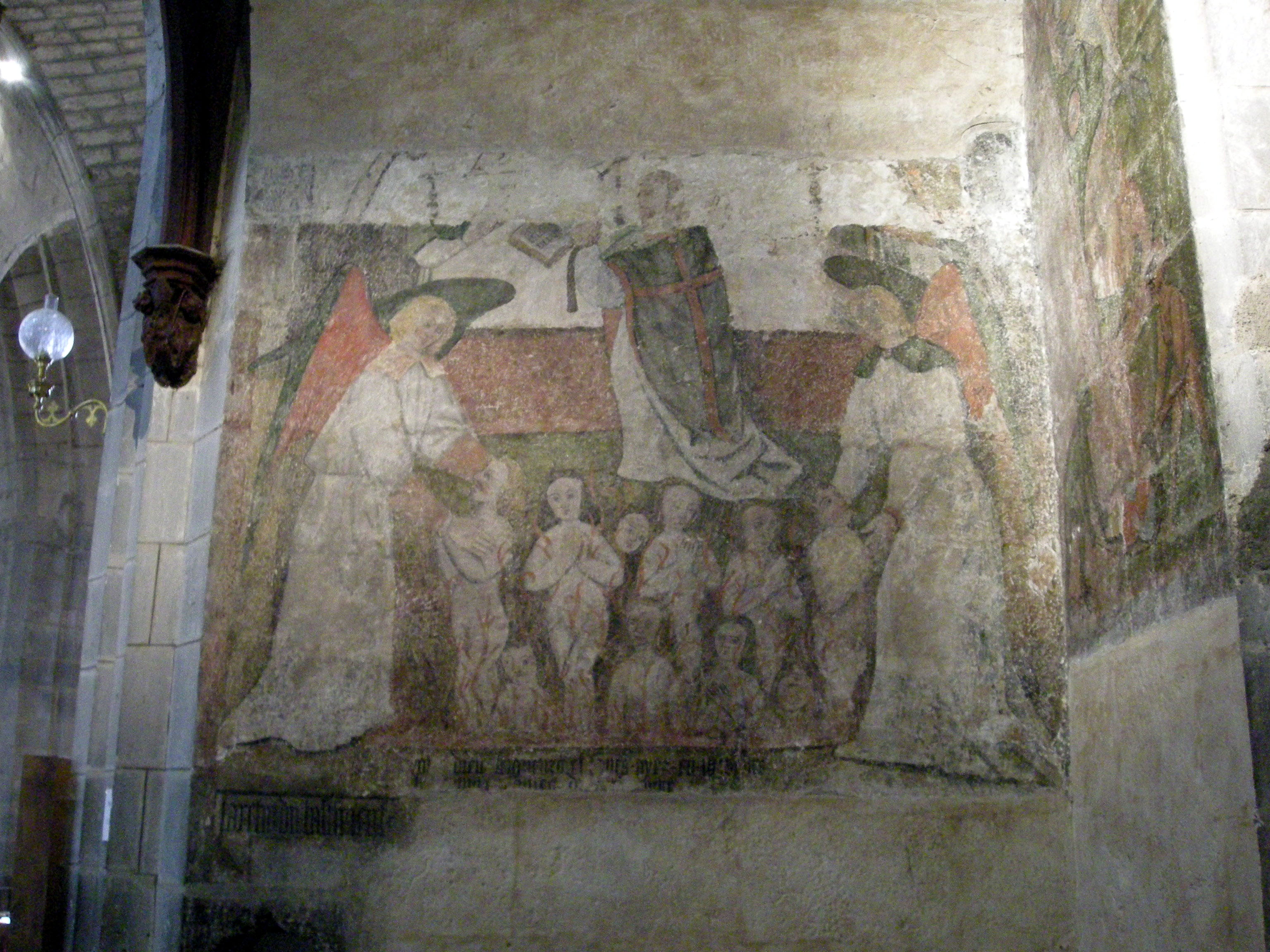
Fresque : le purgatoire.
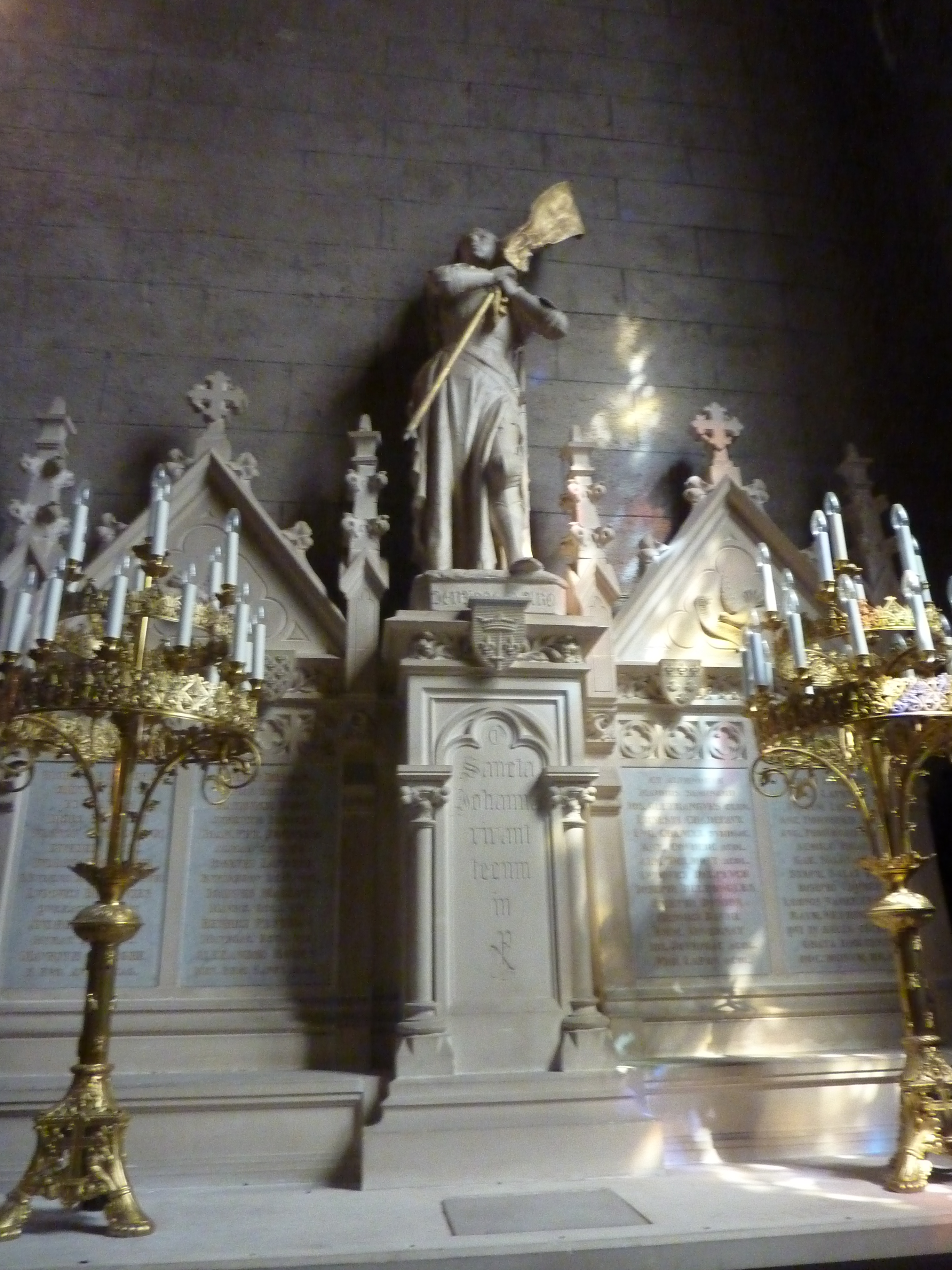
Autel de Sainte-Jeanne d'Arc.

## Le grand orgue

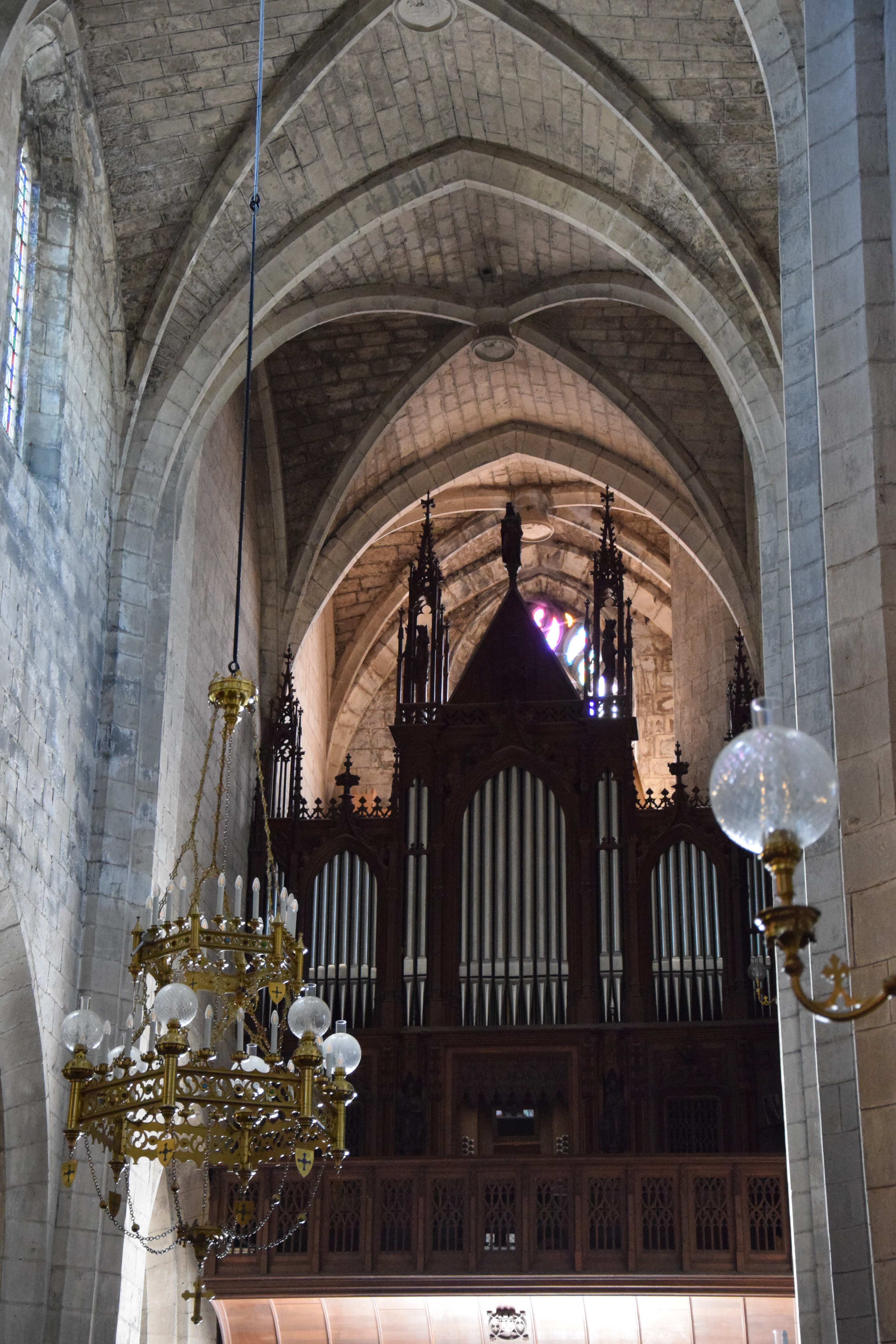
Le grand orgue.

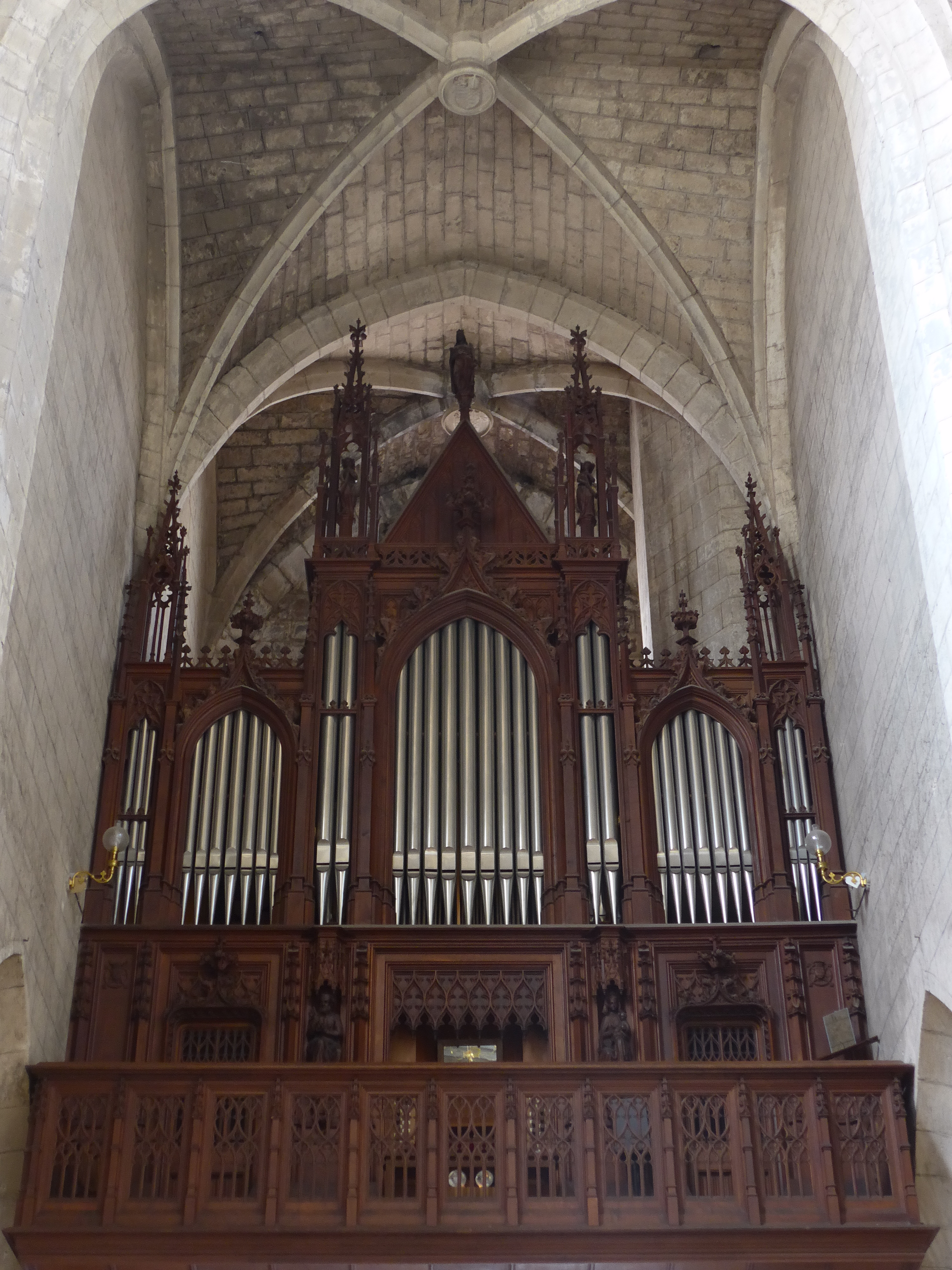

L'orgue est l'œuvre du facteur anglais John Abbey, tandis que le buffet a été sculpté par Gabriel Ventadour. L'ensemble a été mis en place en 1843. Il fut restauré dernièrement en 2008. L'instrument possède 35 jeux, les transmissions sont mécaniques. Le nombre de tuyaux est inconnu.
Composition
| Positif 54 notes    |
| Bourdon 8'          |
| Flûte à cheminée 4' |
| Principal 8'        |
| Prestant 4'         |
| Doublette 2'        |
| Nasard 2' 2/3       |
| Tierce 1 3/5        |
| Sifflet 1'          |
| Cymbale III         |
| Cromorne 8'         |

| Grand-Orgue 54 notes |
| Bourdon 16'          |
| Montre 8'            |
| Bourdon 8'           |
| Salicional 8'        |
| Prestant 4'          |
| Doublette 2          |
| Quarte 2'            |
| Fourniture V         |
| Cymbale IV           |
| Cornet V             |
| Trompette 8'         |
| Clairon 4'           |

| Récit 37 notes      |
| Flûte à cheminée 8' |
| Flûte 4'            |
| Doublette 2'        |
| Cornet III          |
| Cymbale III         |
| Voix Humaine 16'    |
| Hautbois 8'         |

| Pédale 30 notes |
| Flûte 16'       |
| Flûte 8'        |
| Flûte 4'        |
| Basson 16'      |
| Trompette 8'    |
| Clairon 4'      |

## Les cloches
La cathédrale de Saint-Flour possède quatre cloches de volée. Elles sont installées dans la tour nord dans un beffroi en bois.

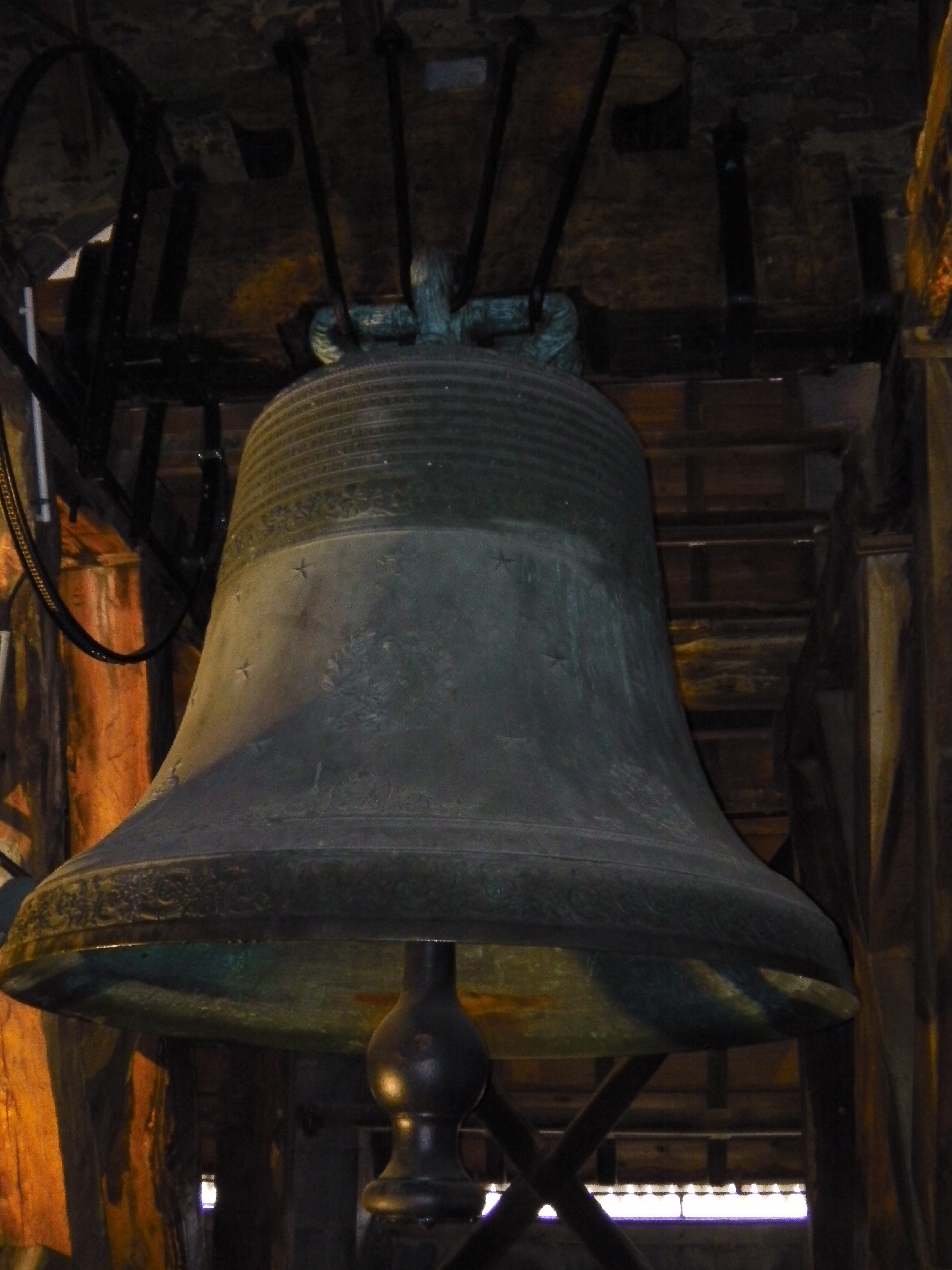
Le bourdon de la cathédrale fondu en 1881 par la fonderie Reynaud de Lyon, note : si2, masse : 3 156 kg.
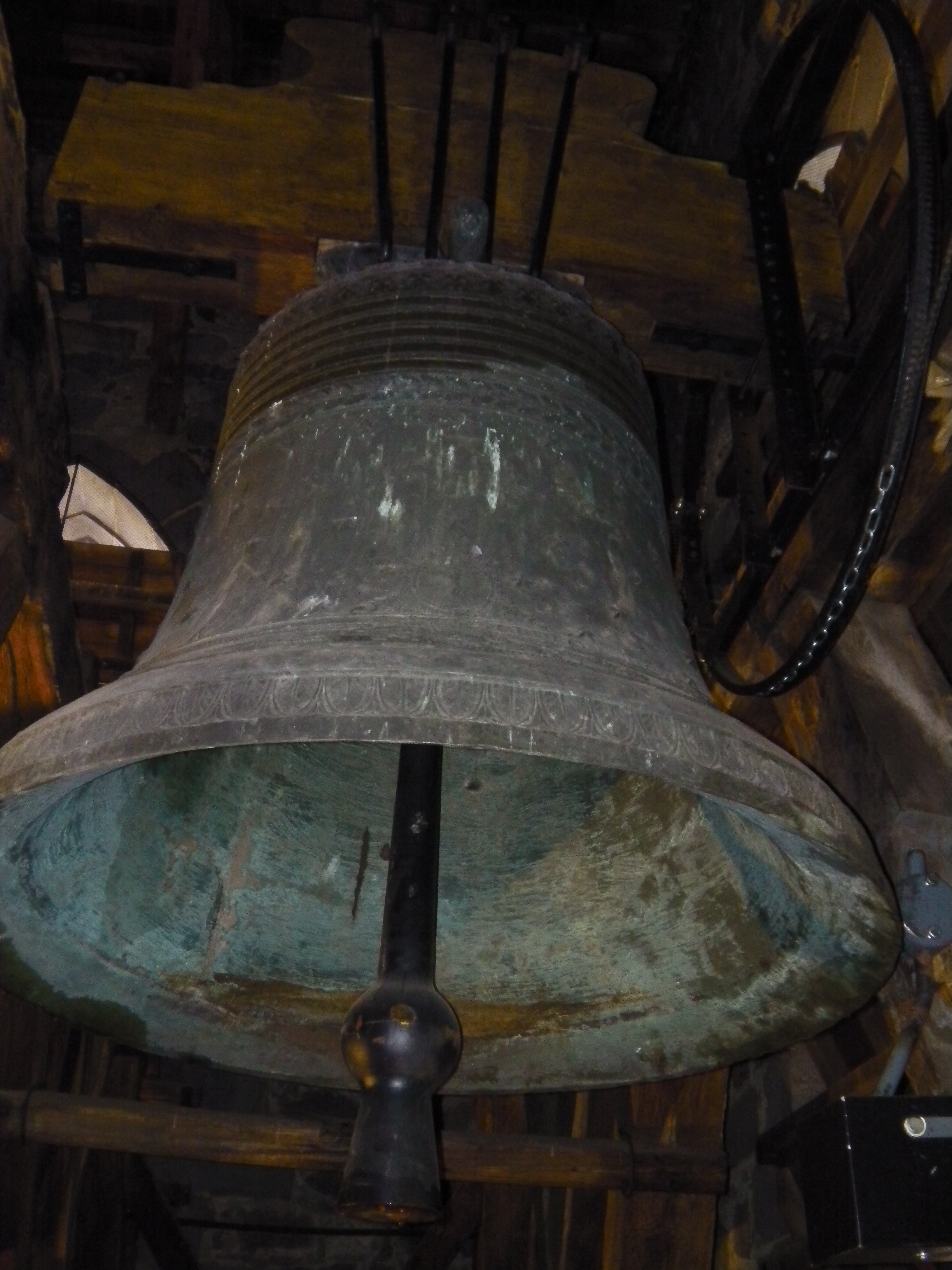
Cloche no 2 fondue en 1837 par Gédéon Morel à Lyon, note : ré#3, masse : 1 562 kg.
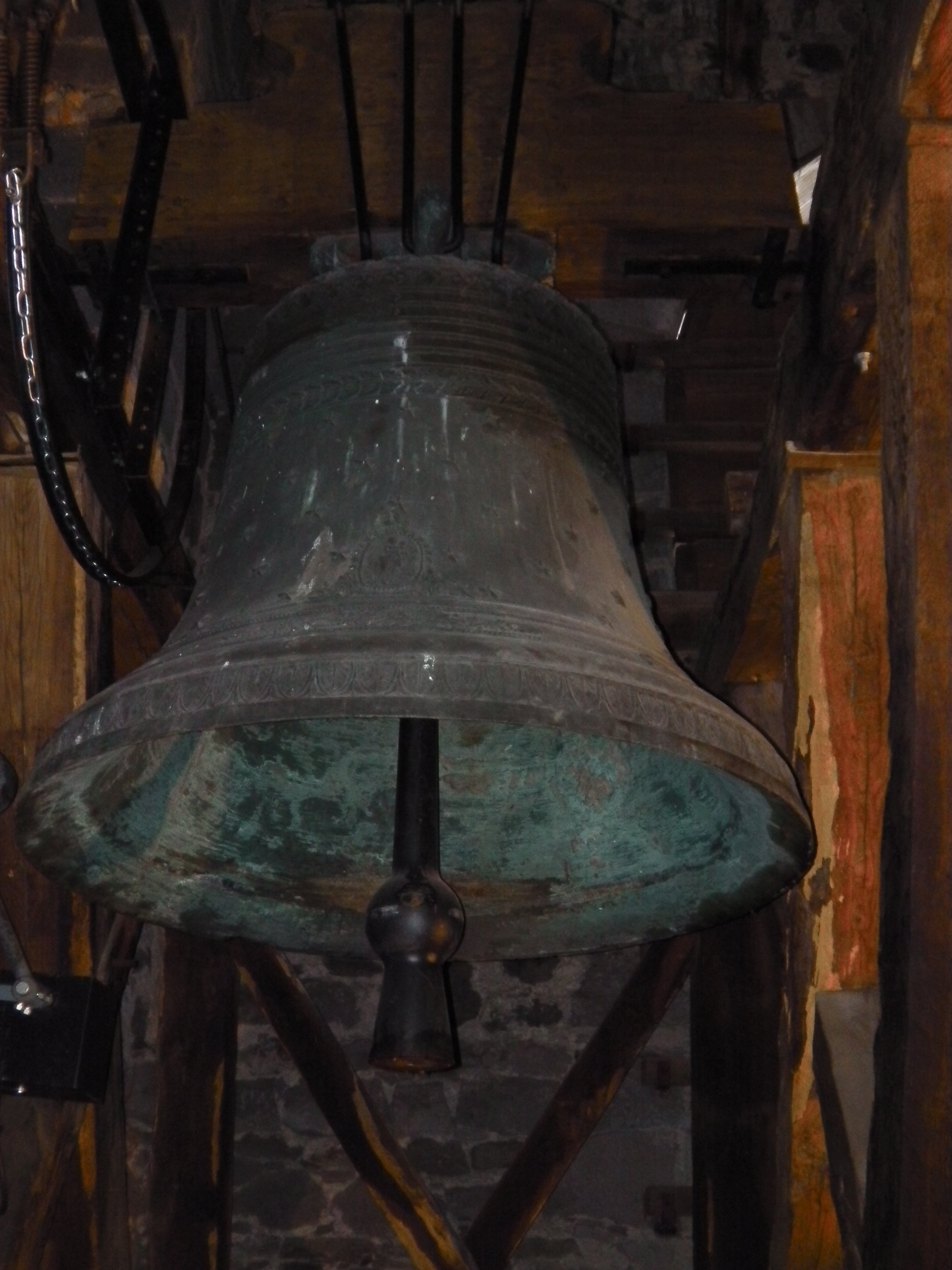
Cloche no 3 fondue en 1837 par Gédéon Morel à Lyon, note : sol#3, masse : 684 kg.
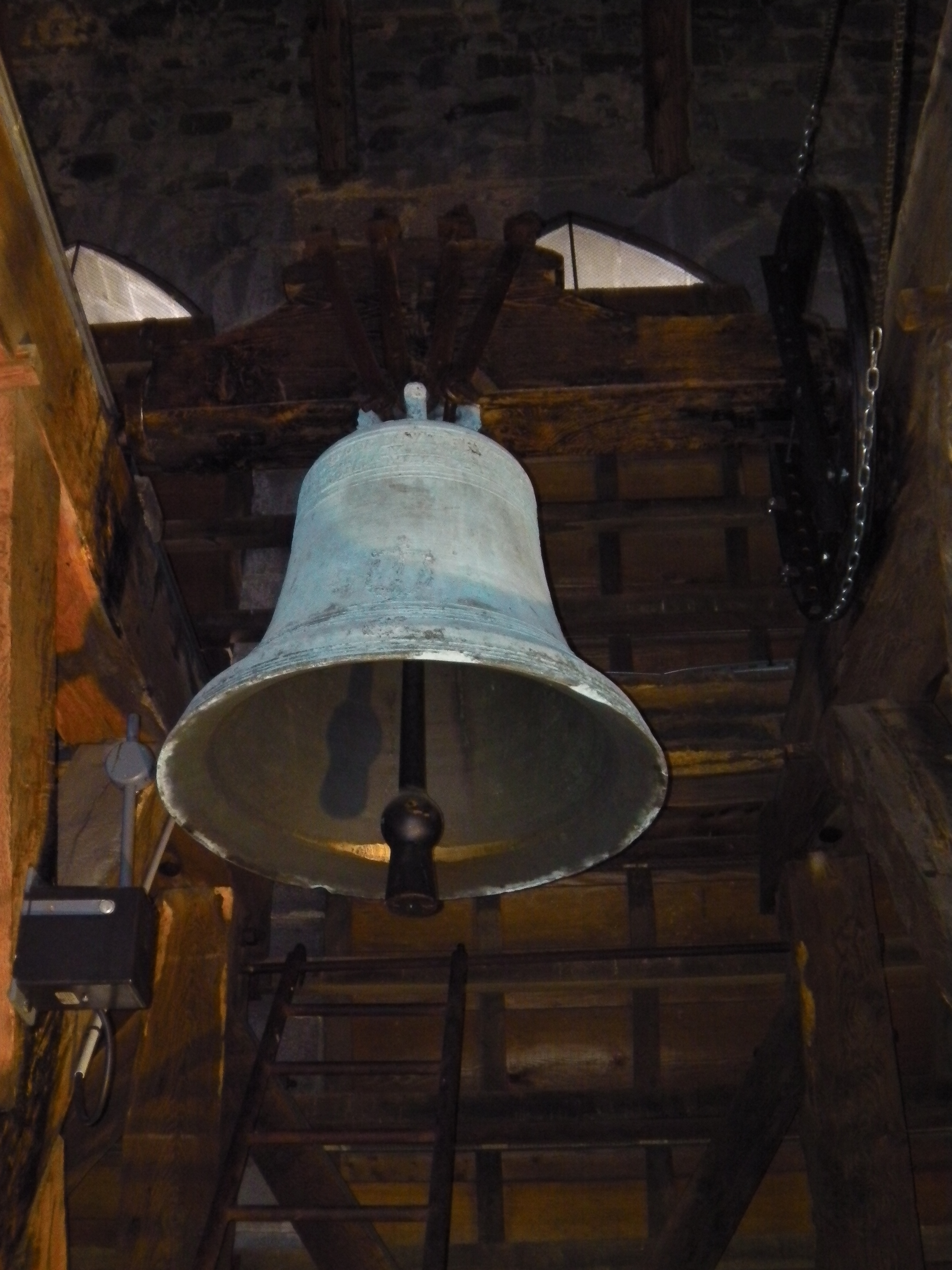
Cloche no 4 fondue en 1771 (non signée), note : la#3, masse : 413 kg.

## Lieu de culte catholique

### Liste des responsables successifs
Saint-Pierre de Saint-Flour dépend et est située sur le territoire de la paroisse Saint-Flour-en-Planèze, contrairement à la majorité des cathédrales de France qui dépendent directement de l'évêché ou archevêché d'implantation.
Son responsable n'a plus le titre de « curé de la paroisse » depuis 2017 à la suite d'un décret de Bruno Grua sur les  prêtres in solidum au canon 517§1.
« Là où les circonstances l’exigent, la charge pastorale d’une paroisse ou de plusieurs paroisses ensemble peut être confiée solidairement à plusieurs prêtres, à la condition cependant que l’un d’eux soit le modérateur de l’exercice de la charge pastorale, c’est-à-dire qu’il dirigera l’activité commune et en répondra devant l’Évêque. »
Il est donc prêtre in solidum du doyenné de Saint-Flour, plus spécialement chargé de la paroisse Saint-Flour-en-Planèze", également de « recteur-archiprêtre de la cathédrale Saint-Pierre ». Cette charge est, actuellement, exercée par l'abbé Emmanuel Laporte.
Depuis 1900, neuf recteurs archiprêtres se sont succédé :
- 1900 - 1923 : chanoine Jean Pouderoux
- 1923 - 1935 : évêque Jacques Magne
- 1935 - 1941 : chanoine Jean-Baptiste Roland
- 1941 - 1959 : chanoine Paul Chassang
- 1956 - 1960 : évêque Joseph Rolland
- 1961 - 1975 : chanoine Théodore Bressange
- 1975 - 2000 : chanoine Marcel Rieutord
- 2000 - 2011 : chanoine Henri Bousquet
- 2011 - 2022 : chanoine Philippe Boyer
- Depuis 2022 : abbé Emmanuel Laporte

### Chapitre de la Cathédrale

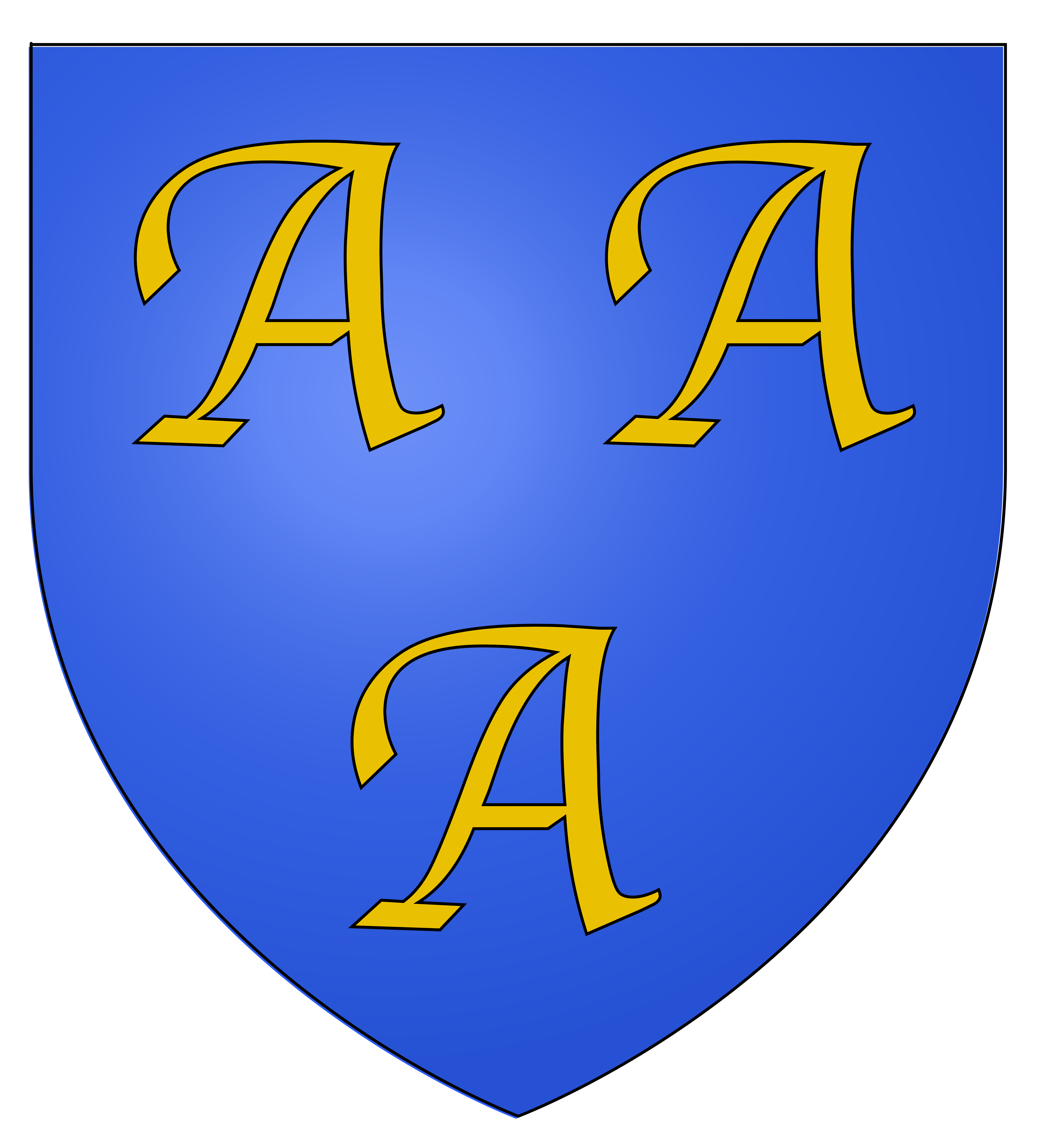
Blason du chapitre de la cathédrale de Saint-Flour.

- Doyen & Recteur : chanoine Philippe Boyer.
- Secrétaire du Chapitre : chanoine Philippe Dupuy.
- Chanoine pénitencier : chanoine Philippe Dupuy.
- Chanoines titulaires : chanoines Henri Bousquet, Jean Chabaud, Bernard Faintrenie, Marcel Rieutord et Michel Malvezin.

### Offices religieux
La messe est célébrée le dimanche à 10 h 30 et en semaine habituellement à 18 h, dans l'arrière-chœur.
En ajoutant les fêtes et services religieux exceptionnels, ce sont plus de 800 célébrations par an qui ont lieu sous les voûtes de la cathédrale.

## Tourisme
Saint-Pierre est, avec environ 30 000 pèlerins et visiteurs par an, dont 25 000 entrant dans la cathédrale, records atteints en 2020, le monument le plus visité de Saint-Flour (devant le musée d'Art et d'Histoire Alfred-Douët et le musée de la Haute-Auvergne). Soit une moyenne de plus de 67 personnes par jour.

### Distinction
La cathédrale Saint-Pierre de Saint-Flour est inscrite au Guide vert de Michelin depuis 2015 et obtient une étoile en 2017 avec la mention « Intéressant ».

## Propriété et gestion
Jusqu'à la Révolution, la cathédrale est la propriété de l'évêché de Saint-Flour. Elle est mise « à la disposition de la nation » par un décret du 2 novembre 1789. Depuis, l'État est propriétaire de la cathédrale.
L'État accorde un budget par an à l'entretien et la restauration de la cathédrale, tandis que l'Église prend en charge le fonctionnement courant.

### Agriculture locale
En septembre 2019, des ruches d’abeilles sont installées sur le toit de la cathédrale. Le miel récolté et vendu finance la restauration d'œuvres d'art de la cathédrale.
En avril 2022, un projet visant à accrocher des jambons d’Auvergne dans la tour nord pour leur affinage voit le jour, avec pour objectif le financement de la rénovation de l'orgue par la commercialisation de ces jambons représentatifs de la gastronomie locale. Cependant, dès décembre 2023, la direction régionale des Affaires culturelles s'oppose au projet, invoquant la détérioration des planchers par des coulures de gras, ainsi qu’un risque de sécurité d’accès au lieu pour les visiteurs. Les architectes des bâtiments de France, d'abord favorables au projet, s'y opposent finalement aussi,. La ministre française de la Culture Rachida Dati mandate alors le préfet du Cantal pour trouver des solutions « qui permettraient, en toute sécurité, et dans le respect de la conservation du patrimoine, de poursuivre cette expérimentation ». Le 30 octobre 2024, la ministre autorise la poursuite de l’expérimentation, dans le respect du lieu.

## Accès
Le site est desservi gratuitement par la ligne 2 (rouge) du Floribus à la place d'Armes - Cathédrale.